# Svetlana Mugoša-Antić
Pour les articles homonymes, voir Mugoša et Antic.
Svetlana Antić, née Mugoša le 13 novembre 1964 à Podgorica, est une handballeuse internationale yougoslave naturalisée autrichienne en 1991. Elle évoluait au poste de pivot. 
Elle est la sœur de la handballeuse Ljiljana Mugoša, la cousine de la handballeuse Stanka Božović et la femme du joueur puis entraîneur de basket-ball Nikola Antić.

## Biographie
En club, elle évolue d'abord au Budućnost Titograd avec lequel elle remporte deux coupes d'Europe, la Coupe des Coupes (C2) en 1985, la Coupe de l'IHF (C3) en 1987, et plusieurs titres nationaux (Championnat et Coupe de Yougoslavie). En 1984, elle rencontre celui qui deviendra son mari, Nikola Antić, alors que celui-ci s'entraîne dans la même salle que Svetlana mais pour un autre sport, le basket-ball. 
En 1984, elle connait la première de ses 153 sélections avec l'équipe de Yougoslavie et pour sa première compétition internationale, elle est sacrée championne olympique à seulement 19 ans. Par la suite, elle termine sixième championnat du monde 1986 puis quatrième des Jeux olympiques de 1988 avant de remporter une médaille d'argent au championnat du monde 1990. Elle ne peut toutefois pas participer aux JO de 1992 après la sanction touchant la Yougoslavie.
Entre-temps, elle a rejoint en 1990 le plus grand club européen de l'époque, Hypo Niederösterreich en Autriche dans le but de remporter la plus grande compétition européenne, la Coupe des clubs champions}. Après une première défaite en finale en 1991, elle réalise son objectif en remportant la compétition en 1992. Toutefois, ces résultats nécessitent de grands sacrifices, étant notamment contrainte de joueur la finale de la Coupe des clubs champions en 1992 avec un pied cassé.
Svetlana rejoint alors en 1992 le meilleur club français du moment, l'USM Gagny, double Champion de France en titre. Ce choix est aussi et surtout familial puisqu'elle y retrouve sa sœur Ljiljana, dont le mari, Savo Vučević, est l'entraîneur du club de basket-ball de l'AS Bondy 93... où signe le mari de Svetlana, Nikola Antić. Après deux saisons ponctuées de deux titres de vice-champion, elle donne naissance un bébé, Luka, et pense alors que sa carrière est terminée. 
Finalement, elle retrouve la compétition en 1995 au CS Noisy-le-Grand en D2 puis rejoint en 1996 l'AS Bondy, le club où évolue son mari. Par la même occasion, elle est sélectionnée à 53 reprises avec l'équipe nationale d'Autriche, remportant la médaille de bronze au Championnat du monde 1999 puis terminant à la 5e place aux Jeux olympiques 2000 à Sydney.
En 2000, à bientôt 36 ans, elle décide de rejoindre l'ES Besançon dans le but de gagner un titre de champion de France qui lui a échappé avec Gagny. Ce qui pouvait paraître comme un sacré pari pour le club et la joueuse se révèle être une grande réussite avec sept titres dont une coupe d'Europe en trois saisons. Elle met ainsi un terme à sa carrière en 2003 après l'extraordinaire quadruplé réalisé avec Besançon : coupe d'Europe des vainqueurs de Coupes, championnat de France, coupe de France et coupe de la Ligue.
Sa carrière sportive terminée, elle accouche d'une fille, Anja, en 2004. Et d'un point de vue professionnel, les rôles se sont ensuite inversés : après que la priorité a été fixée sur la carrière de Svetlana, la carrière d’entraîneur de Nikola rythme la vie de la famille Antić.

## Palmarès

### En équipe nationale
Son palmarès en équipe nationale est :
Jeux olympiques
- Médaille d'or aux Jeux olympiques 1984 à Los Angeles, avec  Yougoslavie
- 4e place aux Jeux olympiques 1988 à Séoul, avec  Yougoslavie
- 5e place aux Jeux olympiques 2000 à Sydney, avec  Autriche

championnats du monde
- 6e place au championnat du monde 1986, avec  Yougoslavie
- Médaille d'argent au championnat du monde 1990, avec  Yougoslavie
- Médaille de bronze au championnat du monde 1999, avec  Autriche

### En club
Son palmarès en club est :
 Compétitions internationales 
- Vainqueur de la Coupe des clubs champions (C1) (1) : 1992 (avec Hypo Niederösterreich)
  - Finaliste en 1991
- Vainqueur de la Coupe des Coupes (C2) (2) : 1985 (avec Budućnost Titograd), 2003 (avec ES Besançon)
- Vainqueur de la Coupe de l'IHF (C3) (1) : 1987 (avec Budućnost Titograd)

compétitions nationales 
- Vainqueur du Championnat de Yougoslavie (2) : 1985, 1989, 1990
- Vainqueur de la Coupe de Yougoslavie (2) : 1984, 1989
- Vainqueur du Championnat d'Autriche (2) : 1990, 1991
- Vainqueur de la Coupe d'Autriche (2) : 1991, 1992
- Vainqueur du Championnat de France (2) : 2001 et 2003 (avec ES Besançon)
  - vice-championne de France en 1993 et 1994 ( avec USM Gagny)
- Vainqueur de la coupe de France (4) : 1993 (avec USM Gagny), 2001, 2002 et 2003 (avec ES Besançon)
- Vainqueur de la coupe de la Ligue (1) : 2003 (avec ES Besançon)

### Distinctions individuelles
- Élue meilleure pivot du Championnat du monde 1990[6]
- Élue meilleure pivot et meilleure défenseur du championnat de France 2000-2001[7] :